# Криптографический проверочный код
Криптографический проверочный код (КПК) — совокупность параметров: значение криптографического проверочного кода и номер криптографического проверочного кода. Значение криптографического проверочного кода — контрольная сумма документа, рассчитываемая из его параметров на основании криптографических алгоритмов.
В России все платежные документы ККМ и отчеты закрытия смены, оформляемые ККМ после активизации ЭКЛЗ, а также отчет об активизации ЭКЛЗ, должны завершаться строкой, содержащей номер криптографического проверочного кода и значение криптографического проверочного кода.